# Pseudophaloe tellinoides
Pseudophaloe tellinoides là một loài bướm đêm thuộc phân họ Arctiinae, họ Erebidae.